# Принсеза-Изабел (Параиба)
Принсеза-Изабел (порт. Princesa Isabel) — муниципалитет в Бразилии, входит в штат Параиба. Составная часть мезорегиона Сертан штата Параиба. Входит в экономико-статистический микрорегион Серра-ду-Тейшейра. Население составляет 19 148 человек на 2006 год. Занимает площадь 368,067 км². Плотность населения — 52,0 чел./км².
Праздник города — 18 ноября. 

## История
Город основан в 1859 году.

## Статистика
- Валовой внутренний продукт на 2003 год составляет 41 416 929,00 реалов (данные: Бразильский институт географии и статистики).
- Валовой внутренний продукт на душу населения на 2003 год составляет 2211,50 реалов (данные: Бразильский институт географии и статистики).
- Индекс развития человеческого потенциала на 2000 год составляет 0,631 (данные: Программа развития ООН).

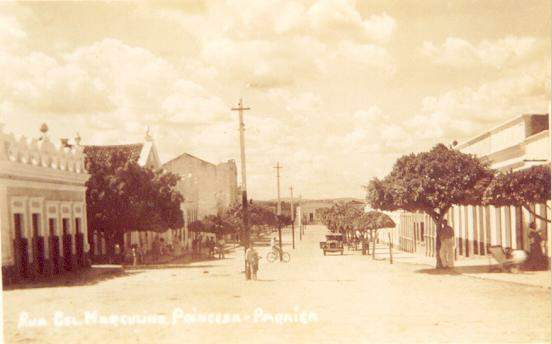